# عبلة (دمية)
عبلة شخصية دمية ظهرت في برنامج افتح يا سمسم و هو النسخة العربية من البرنامج الأمريكي (بالإنجليزية: Sesame Street). قامت بدورها الممثلة هدى حسين.